# Az Esztergom-Budapesti főegyházmegye templomainak és kápolnáinak listája
Ez a lista a Magyar katolikus egyház Esztergom-Budapesti főegyházmegyéjének plébániatemplomait sorolja fel. A lista tartalmazza a templom hivatalos nevét, a települést (kerületet) és a templom közismert nevét, valamint a plébániához tartozó további templomokat és kápolnákat.

## Esztergomi espereskerület
- Nagyboldogasszony és Szent Adalbert-főszékesegyház (Esztergom) - Esztergomi Bazilika
  - Bakócz-kápolna (Gyümölcsoltó Boldogasszony)
  - Simor János Nyugdíjas Papi Otthon kápolnája
- Szent Péter és Pál-plébániatemplom (Esztergom) - Esztergom-Belvárosi templom
  - Temető-kápolna, más néven Missió- vagy régi Jó Pásztor-kápolna
  - Kálvária-kápolna
  - Jó Pásztor-kápolna
  - Szent Anna-templom (Esztergom) - ferences templom
  - Szűz Mária bemutatása templom (Esztergom) - Fogadalmi Szűz Mária-templom, Szegényházi templom
- Szent István király plébániatemplom (Esztergom) - Esztergom-Kertvárosi templom
  - Temető-kápolna
- Szent Anna-plébániatemplom (Esztergom) - Kerek templom
  - Orbán-kápolna (Esztergom)
  - Rozália-kápolna (Esztergom)
- Szent György-plébániatemplom (Esztergom) - Esztergom-Szentgyörgymezői templom
  - Miklósffy-kápolna - ravatalozókápolna
  - Keresztelő Szent János-kápolna (Esztergom) - Szentjánoskúti kápolna
- Loyolai Szent Ignác-plébániatemplom (Esztergom) - Esztergom-Vízivárosi templom
  - Szent Kereszt felmagasztalása templom (Esztergom) - Szatmári Irgalmas Nővérek Zárdatemploma
  - Szent István-kápolna (Esztergom)
  - Becket Szent Tamás-kápolna - Szenttamáshegyi kápolna
  - Szent Kereszt felmagasztalása kápolna (Esztergom) - Esztergom Szemináriumi Kápolna
- Szent István király plébániatemplom (Dömös)
- Szent Lőrinc-plébániatemplom (Pilismarót)
- Szentlélek-plébániatemplom (Pilisszentlélek) - Pilisszentléleki templom
- Keresztelő Szent János-plébániatemplom (Visegrád)

## Szentendrei espereskerület
- Szent Kereszt felmagasztalása plébániatemplom (Budakalász) - Budakalászi templom
- Szent István-plébániatemplom (Budakalász) - Szentistvántelepi templom
- Szent Anna-plébániatemplom (Csobánka)
  - Szentkúti kápolna (erdei kápolna)
- Nepomuki Szent János-plébániatemplom (Dunabogdány)
  - Szent Rókus-kápolna
  - Szent Fábián Sebestyén-kápolna
  - Szent Rozália-kápolna
  - Kálvária kápolna
- Szentolvasó Királynéja plébániatemplom (Kisoroszi)
- Szent Anna-plébániatemplom (Leányfalu)
- Szent Vid a 14 segítő szent plébániatemplom (Pilisborosjenő)
- Szent László király plébániatemplom (Pilisszentlászló)
  - Szűz Mária bemutatása kápolna (Pilisszentlászló)
- Szent Kereszt plébániatemplom (Pilisszentkereszt)
  - Kápolna a Manréza Rendházban (Pilisszentkereszt) - Dobogókői kápolna
- Szent István király plébániatemplom (Pomáz) 
  - Szent Miklós-kápolna (Pomáz) - Karitász Ház kápolnája
- Keresztelő Szent János-plébániatemplom (Szentendre)
  - Szent Péter és Pál-templom - volt görögkeleti szerb "Csiprovacska" templom
  - Szent Flórián-kápolna
  - Kálvária kápolna
- Szent András-plébániatemplom (Szentendre, Izbég)
- Szentháromság-templom (Szigetmonostor)
- Szent István király plébániatemplom (Tahitótfalu)
  - Szent István király kápolna (Pócsmegyer, Surány) - Surányi erdei kápolna
- Szent György vértanú plébániatemplom (Üröm)

## Dorogi espereskerület
- Nepomuki Szent János-plébániatemplom (Csolnok)
  - Szent Borbála-templom (Csolnok) - Csolnoki Bányásztemplom - Rákóczi-telepi templom
  - Szűzanya-kápolna
  - Boldog Kolping Adolf-kápolna
  - Flüei Szent Miklós-kápolna
  - Boldog Edit Stein-kápolna
- Alexandriai Szent Katalin-plébániatemplom (Dág)
- Szent Borbála-plébániatemplom (Dorog) - Bányásztemplom
- Szent József-plébániatemplom (Dorog)
- Római Szent Kelemen-plébániatemplom (Kesztölc)
- Árpád-házi Szent Erzsébet-plébániatemplom (Leányvár)
- Szent János apostol plébániatemplom (Máriahalom)
- Szűz Mária neve plébániatemplom (Mogyorósbánya)
- Kisboldogasszony plébániatemplom (Piliscsév)
- Szent Imre-plébániatemplom (Sárisáp)
  - Szent Borbála-kápolna (Annavölgy)
- Mindenszentek-plébániatemplom (Tát)
  - Szentháromság-kápolna
- Szent Márton-plébániatemplom (Tokod)
  - Szentháromság-kápolna
  - Temető-kápolna
- Szent Borbála-templom (Tokodaltáró)
  - Árpád-házi Szent Margit-kápolna (Tokod-Üveggyár)
- Szent Mihály-plébániatemplom (Úny)

## Bajóti espereskerület
- Szent Adalbert-plébániatemplom (Bajna)
- Szent Simon és Júda-templom (Bajót)
  - Szent Kereszt-templom (Bajót, Péliföldszentkereszt)
    - Szent Vendel-kápolna
- Keresztelő Szent János-templom (Epöl)
- Szent László-plébániatemplom (Héreg)
- Szentháromság-plébániatemplom (Nagysáp)
- Szent Mihály-plébániatemplom (Nyergesújfalu)
  - Szentháromság-kápolna
- Sarlós Boldogasszony-plébániatemplom (Lábatlan, Piszke) - Piszkei templom
  - Szent István király templom (Lábatlan)
- Szent Lipót-templom (Süttő)
  - Szent Ilona-kápolna (Süttő) - Kálvária kápolna
- Szent Mihály-plébániatemplom (Szomor)
  - Temetőkápolna
  - Szent István király kápolna (Gyermely)
  - Szent Móric és társai vértanúk kápolna (Gyarmatpuszta)
- Szent Mária Magdolna-plébániatemplom (Tardos)
- Krisztus Király plébániatemplom (Tarján)

## Óbudai espereskerület
- Szent József-plébániatemplom (Budapest III. kerület) – Békásmegyer-Ófalui templom
  - Szent Vendel-kápolna (Békásmegyer)
- Jézus szíve plébániatemplom (Budapest III. kerület) – Csillaghegyi templom
- Szent Péter és Pál-főplébánia-templom (Budapest III. kerület) – Óbuda főplébánia
  - Jó Pásztor-templom (Budapest III. kerület) – Jó Pásztor Nővérek óbudai temploma
  - Segítő Szűz Mária-kápolna (Budapest III. kerület) – Óbudai Szalézi kápolna
  - Szent József-kápolna (Budapest III. kerület) – Kórház utcai kápolna
  - Óbudai temetőkápolna (Budapest III. kerület)
- Szentháromság plébániatemplom (Budapest III. kerület) – Óbuda Hegyvidéki templom
  - Szent Vér kápolna (Budapest III. kerület) – Kiscelli kálvária kápolna
  - Szeplőtelen Szűz Mária-kápolna (Budapest III. kerület) – Csúcshegyi Kápolna
  - Farkastoroki Szent Donát-kápolna (Budapest III. kerület)
  - Külső Bécsi úti kápolna (Budapest III. kerület)
- Boldog Özséb-plébániatemplom (Budapest III. kerület) – Pünkösdfürdői templom
- Karácsonyi Kis Jézus-plébániatemplom (Budapest III. kerület) – Rómaifürdői templom
- Kövi Szűz Mária-plébániatemplom (Budapest III. kerület)
- Sarlós Boldogasszony-plébániatemplom (Budapest–Újlak) (Budapest II. kerület) – Újlaki templom
  - Szent Mihály-kápolna (Budapest XIII. kerület, Margitsziget) – Margitszigeti kápolna
  - Császárfürdői Szent István-kápolna (Budapest II. kerület) – Irgalmasrendi kápolna

## Budai-Északi espereskerület
- Árpád-házi Szent Erzsébet-plébániatemplom (Budapest I. kerület) - Alsóvízivárosi templom
- Keresztelő Szent János-plébániatemplom (Budapest XII. kerület) - Felsőkrisztinavárosi templom
  - Szent Márton-kápolna (Budapest XII. kerület)
- Szent Anna-plébániatemplom (Budapest I. kerület) - Felsővízivárosi templom
  - Szent Ferenc sebei templom (Budapest I. kerület)
- Szent László-plébániatemplom (Budapest XII. kerület) - Istenhegyi (Svábhegyi) templom
  - Kútvölgyi Szűz Mária-kápolna (Budapest XII. kerület)
- Kisboldogasszony-plébániatemplom (Budapest II. kerület) - Máriaremetei kegytemplom
- Szent István első vértanú plébániatemplom (Budapest II. kerület) - Országúti ferences templom
  - Kapisztrán Szent János-templom (Budapest II. kerület)
  - Krisztus Király-templom (Budapest II. kerület) - Rózsadombi templom
- Páduai Szent Antal-plébániatemplom (Budapest II. kerület) - Pasaréti templom
- Sarlós Boldogasszony-plébániatemplom (Budapest II. kerület) - Pesthidegkút-Ófalui templom
- Szentlélek-plébániatemplom (Budapest II. kerület) - Remetekertvárosi templom
- Jézus szíve plébániatemplom (Budapest II. kerület) - Széphalmi templom
- Városmajori Jézus szíve plébániatemplom (Budapest XII. kerület)
- Szent Család-plébániatemplom (Budapest XII. kerület) - Zugligeti templom
  - Ferenc-halmi Szűz Mária és Nepomuki Szent János-kápolna (Budapest II. kerület)
  - Jézus szíve kápolna (Budapest II. kerület) - Tárogató úti kápolna
  - Assisi Szent Ferenc-kórházkápolna (Budapest II. kerület)
- Nagyboldogasszony-plébániatemplom (Nagykovácsi)
  - Adyligeti Szent István király kápolna (Budapest II. kerület)
- kórházkápolnák:
  - Szent Lukács-kórházkápolna (Budapest II. kerület) - Országos Reumatológiai és Fizioterápiás Intézet (ORFI) kórházkápolnája
  - Irgalmas Jézus-kórházkápolna (Budapest XII. kerület) - Onkológiai kórházkápolna
  - Kórházkápolna (Budapest XII. kerület) - János Kórház

## Budai-Középső espereskerület
- Mindenszentek-plébániatemplom (Budapest XII. kerület) - Farkasréti templom
- Magyar Szentek-plébániatemplom (Budapest XI. kerület)
  - Szent Tádé-kápolna (Budapest XI. kerület) - Kruspér utcai kápolna
- Szent Angyalok-plébániatemplom (Budapest XI. kerület) - Gazdagréti templom
- Szent Gellért-plébániatemplom (Budapest XI. kerület) - Kelenföldi templom
  - Szent Szabina-templom (Budapest XI. kerület)
- Havas Boldogasszony-plébániatemplom (Budapest I. kerület) - Krisztinavárosi templom
  - Szent Kereszt-templom (Budapest XII. kerület) - Táltos utcai templom
- Szent Adalbert-plébániatemplom (Budapest XI. kerület) - Lágymányosi templom
- Szent Imre-plébániatemplom (Budapest XI. kerület) - Budai ciszterci templom, Szentimrevárosi templom
  - Clairvaux-i Szent Bernát-kápolna (Budapest XI. kerület) - Emmaus kápolna
  - Gyümölcsoltó Boldogasszony-kápolna (Budapest XI. kerület) - Karolina úti kápolna
  - Szent Imre-kápolna (Budapest XI. kerület) - Bartók Béla úti kápolna
  - Szentlélek-kápolna (Budapest XI. kerület) - Ulászló utcai kápolna
- Alexandriai Szent Katalin-plébániatemplom (Budapest I. kerület) - Tabáni templom
  - Magyarok Nagyasszonya-sziklatemplom (Budapest XI. kerület) - Gellért-hegyi sziklatemplom
- Nagyboldogasszony-főplébániatemplom (Budapest I. kerület) - Mátyás-templom
- Fogolykiváltó Boldogasszony és Világosító Szent Gergely-templom (Budapest XI. kerület) - Örmény katolikus templom

## Budai-Déli espereskerület
- Szent Mihály-plébániatemplom (Budapest XI. kerület) - Albertfalvi templom
- Jézus szíve plébániatemplom (Budapest XXII. kerület) - Baross Gábor-telepi templom
- Szent Lipót-plébániatemplom (Budapest XXII. kerület) - Budafok-Belvárosi templom
  - Szent Péter és Pál-kápolna (Budapest XXII. kerület)
- Jézus szíve plébániatemplom (Budapest XXII. kerület) - Budafok-Felsővárosi templom
- Szent István király plébániatemplom (Budapest XXII. kerület) - Budatétényi templom
  - Szent Mihály-kápolna (Budapest XXII. kerület) - Budatétényi kápolna
- Szentháromság-plébániatemplom (Budapest XI. kerület) - Kelenvölgyi templom
- Nagyboldogasszony-plébániatemplom (Budapest XXII. kerület) - Nagytétényi templom

## Pesti-Belső espereskerület
- Szent István-bazilika (Budapest V. kerület)
  - Szent Ágoston-kápolna (Budapest XIII. kerület)
- Szent Rókus-kápolna (Budapest VIII. kerület)
- Nagyboldogasszony-főplébániatemplom (Budapest V. kerület) - Belvárosi templom
  - Alcantarai Szent Péter-templom (Budapest V. kerület) - Pesti ferences templom
  - Belvárosi Szent Anna-templom (Budapest V. kerület) - Szervita templom
  - Belvárosi Szent Mihály-templom (Budapest V. kerület) - Angolkisasszonyok temploma
  - Kisboldogasszony-templom (Budapest V. kerület) - Egyetemi templom
  - Kalazanci Szent József-kápolna (Budapest V. kerület) - Duna-parti Piarista kápolna
- Krisztus Király-kápolna (Budapest VIII. kerület)
  - Jézus szíve templom (Budapest VIII. kerület) - Jezsuita templom
- Árpád-házi Szent Erzsébet-plébániatemplom (Budapest VII. kerület) - Rózsák terei templom
- Assisi Szent Ferenc-főplébániatemplom (Budapest IX. kerület) - Ferencvárosi - Bakáts téri templom
- Oltáriszentség plébániatemplom (Budapest VI. kerület) - Vörösmarty utcai templom
- Avilai Szent Teréz-plébániatemplom (Budapest VI. kerület) - Terézvárosi templom
- Miasszonyunkról elnevezett kápolna (Budapest VIII. kerület) - Kalocsai Iskolanővérek kápolnája

## Pesti-Déli espereskerület
- Béke királynéja kápolna (Budapest VIII. kerület) - Tömő utcai plébánia
- Szent József-plébániatemplom (Budapest VIII. kerület) - Józsefvárosi templom
- Páli Szent Vince-plébániatemplom (Budapest IX. kerület) - Középső-ferencvárosi templom
  - Kaniziusz Szent Péter-templom (Budapest IX. kerület)
  - Szent Borbála-templom (Budapest IX. kerület)
  - Örökimádás templom (Budapest IX. kerület)
- Szent kereszt templom (Budapest IX. kerület) - Ecseri úti templom
- Jó Pásztor-lelkészség (Budapest VIII. kerület) - Kálvária téri lelkészség
  - Urunk mennybemenetele kápolna (Budapest VIII. kerület) - Kerepesi temető kápolnája
- Szent Rita-plébániatemplom (Budapest VIII. kerület)
- Magyarok Nagyasszonya-plébániatemplom (Budapest VIII. kerület) - Rezső téri templom

## Pesti-Középső espereskerület
- Szent László-plébániatemplom (Budapest X. kerület) - Kőbányai Szent László-templom
  - Föltámadott Krisztus-templom (Budapest X. kerület) - Pongrác úti templom
- Szent Család-plébániatemplom (Budapest X. kerület) - Kada utcai (Külső Kőbányai) templom
- Szent György-plébániatemplom (Budapest X. kerület) - Kőbányai Szent György templom
- Mindenkor Segítő Szűz Mária-plébániatemplom (Budapest X. kerület) - Lengyel nemzetiségi templom
- Szent István király plébániatemplom (Budapest XIV. kerület) - Rákosfalvi templom
- Magyarok Nagyasszonya-templom (Budapest XIV. kerület) - Zoborhegy téri Regnum Marianum templom
- Rózsafüzér Királynéja-plébániatemplom (Budapest XIV. kerület) - Thököly úti volt Domonkos templom (Domi)
  - Magyarok Nagyasszonya-kápolna (Budapest VII. kerület) - Regnum kápolna
- Lisieux-i Szent Teréz-plébániatemplom (Budapest VIII. kerület) - Törökőri templom
  - Kisboldogasszony-templom (Budapest X. kerület) - Kõbánya MÁV-telepi templom
- Páduai Szent Antal-templom (Budapest XIV. kerület) - Bosnyák téri templom (Bosi)

## Pesti-Északi espereskerület
- Szent László-plébániatemplom (Budapest XIII. kerület) - Béke téri templom (Angyalföldi templom)
- Árpád-házi Szent Margit-plébániatemplom (Budapest XIII. kerület) - Lehel téri templom
- Szentlélek-plébániatemplom (Budapest XIV. kerület) - Herminamezői Kassai téri templom
  - Szeplőtelen fogantatás templom (Budapest XIV. kerület)
  - Hermina-kápolna (Budapest XIV. kerület)
  - Szent László-kápolna (Budapest XIV. kerület) - Jáki kápolna
- Mária Keresztények Segítsége plébániatemplom (Budapest XIII. kerület) - Külsőangyalföldi templom
- Szent Mihály-plébániatemplom (Budapest XIII. kerület) - Külső Váci úti templom
- Szent Család-plébániatemplom (Budapest VI. kerület)
  - Szent Család-kápolna (Budapest VI. kerület)
- Tours-i Szent Márton és Flüei Szent Miklós-plébániatemplom (Budapest XIII. kerület) - Vizafogói templom
  - Kármelhegyi Boldogasszony templom (Budapest XIII. kerület) - Karmelita templom (Huba utca)

## Újpest-Rákospalotai espereskerület
- Szentháromság-plébániatemplom (Budapest IV. kerület) - Káposztásmegyeri templom
- Szent József-templom (Budapest IV. kerület) - Nap utcai templom
- Egek Királynéja-főplébániatemplom (Budapest IV. kerület) - Újpesti nagytemplom
  - Jézus szíve templom (Budapest IV. kerület) - Baross utcai templom
- Szent István-plébániatemplom (Budapest IV. kerület) - Újpest-kertvárosi templom
- Nagyboldogasszony-plébániatemplom (Budapest IV. kerület) - Újpest-Megyeri templom
- Szent István király plébániatemplom (Budapest IV. kerület) - Újpest-Clarisseum - templom
- Magyarok Nagyasszonya-főplébániatemplom (Budapest XV. kerület) - Rákospalotai nagytemplom
  - Szentháromság-templom (Budapest XV. kerület) - Rákospalotai kistemplom
- Rákospalota-Kertvárosi Árpád-házi Szent Margit-plébánia (Budapest XV. kerület) - Rákospalota-Kertvárosi templom
- Jézus szíve plébániatemplom (Budapest XV. kerület) - Rákospalota-MÁV-telepi templom
- Keresztelő Szent János-plébániatemplom (Budapest XV. kerület) - Pestújhelyi templom
- Urunk színeváltozása és Boldog Salkaházi Sára-plébániatemplom (Budapest XV. kerület) - Újpalotai templom

## Rákosi espereskerület
- Szent Anna-plébániatemplom (Budapest XVI. kerület) - Árpádföldi templom
- Szent Mária Magdolna-plébániatemplom (Budapest XVI. kerület) - Cinkotai templom
- Szent József-plébániatemplom (Budapest XVI. kerület) - Mátyásföldi templom
- Nepomuki Szent János-főplébániatemplom (Budapest XVII. kerület) - Rákoscsabai (sárga) templom
- Árpád-házi Szent Erzsébet-plébániatemplom (Budapest XVII. kerület) - Rákoscsaba-Újtelep plébániatemplom
- Lisieux-i Szent Teréz-plébániatemplom (Budapest XVII. kerület) - Rákoshegyi templom
- Szent Kereszt felmagasztalása plébániatemplom (Budapest XVII. kerület) - Rákoskeresztúri templom
  - Szent Pál-templom (Budapest XVII. kerület) - Rákoskeresztúr-Madárdombi templom
- Magyarok Nagyasszonya-plébániatemplom (Budapest XVII. kerület) - Rákosligeti templom
- Szent Mihály-plébániatemplom (Budapest XVI. kerület) - Rákosszentmihályi Szent Mihály-templom
  - Fájdalmas Szűzanya-templom (Budapest XVI. kerület) - Rákosszentmihály - Csömöri úti kápolna
  - Szent Imre-templom (Budapest XVI. kerület) - Rákosszentmihályi Szent Imre-templom
- Krisztus Király-plébániatemplom (Budapest XVI. kerület) - Sashalomi templom

## Kispest-Pestszenterzsébeti espereskerület
- Nagyboldogasszony-főplébániatemplom (Budapest XIX. kerület) - Kispesti templom
- Jézus szíve plébániatemplom (Budapest XIX. kerület) - Kispesti jezsuita templom
- Munkás Szent József-plébániatemplom (Budapest XIX. kerület) - Wekerletelepi templom
- Árpád-házi Szent Erzsébet-főplébániatemplom (Budapest XX. kerület) - Pesterzsébeti templom
- Jézus szíve plébániatemplom (Budapest XX. kerület) - Pestszenterzsébet-Szabótelepi templom
- Magyarok Nagyasszonya-plébániatemplom (Budapest XX. kerület) - Pestszenterzsébet-Pacsirtatelepi templom
- Szent Lajos-plébániatemplom (Budapest XX. kerület) - Pestszenterzsébet-Kossuthfalvai templom
- Szent Antal-templom (Budapest XX. kerület) - Kakastói templom

## Pestszentlőrinc-Soroksári espereskerület
- Szent Imre-plébániatemplom (Budapest XVIII. kerület) - Pestszentimrei templom
- Árpád-házi Szent Margit-plébániatemplom (Budapest XVIII. kerület) - Pestszentlőrinci templom
- Szent József-plébániatemplom (Budapest XVIII. kerület) - Pestszentlőrinc-Csákyligeti templom
- Árpád-házi Szent Erzsébet-plébániatemplom (Budapest XVIII. kerület) - Pestszentlőrinc-Erzsébettelepi templom
- Szűz Mária szeplőtelen szíve főplébániatemplom (Budapest XVIII. kerület) - Pestszentlőrinci nagytemplom
  - Grassalkovich-kápolna (Budapest XVIII. kerület)
  - Szent József-kápolna (Budapest XVIII. kerület) - Pestszentlőrinc-Miklóstelepi kápolna
- Szent István király plébániatemplom (Budapest XVIII. kerület) - Szemeretelepi templom
- Szent László-plébániatemplom (Budapest XVIII. kerület) - Pestszentlőrinc-Havannatelepi templom
- Nagyboldogasszony-főplébániatemplom (Budapest XXIII. kerület) - Soroksári nagytemplom
  - Segítő Szűz Mária-kápolna (Budapest XXIII. kerület)
- Fatimai Szűzanya-plébániatemplom (Budapest XXIII. kerület) - Soroksár-Újtelepi templom